# Mirarce
Mirarce (лат.) — род энанциорнисовых птиц из семейства Avisauridae, чьи ископаемые остатки найдены в слоях, относящихся к кампанскому ярусу верхнемелового отдела, на территории современных США. Включает единственный вид — Mirarce eatoni.
Описанная в ноябре 2018 года группой учёных под руководством Джесси Аттерхольт, Mirarce представляет собой наиболее полный известный образец североамериканских энанциорнисовых птиц. Она была крупной птицей размером с индейку и обладала развитым летательным аппаратом. Её открытие позволило прояснить некоторые эволюционные тенденции, присущие данной группе животных. Помимо этого, окаменелости птицы примечательны присутствием перьевых бугорков на локтевой кости — такие структуры у энанциорнисовых птиц найдены впервые.

## Открытие и название

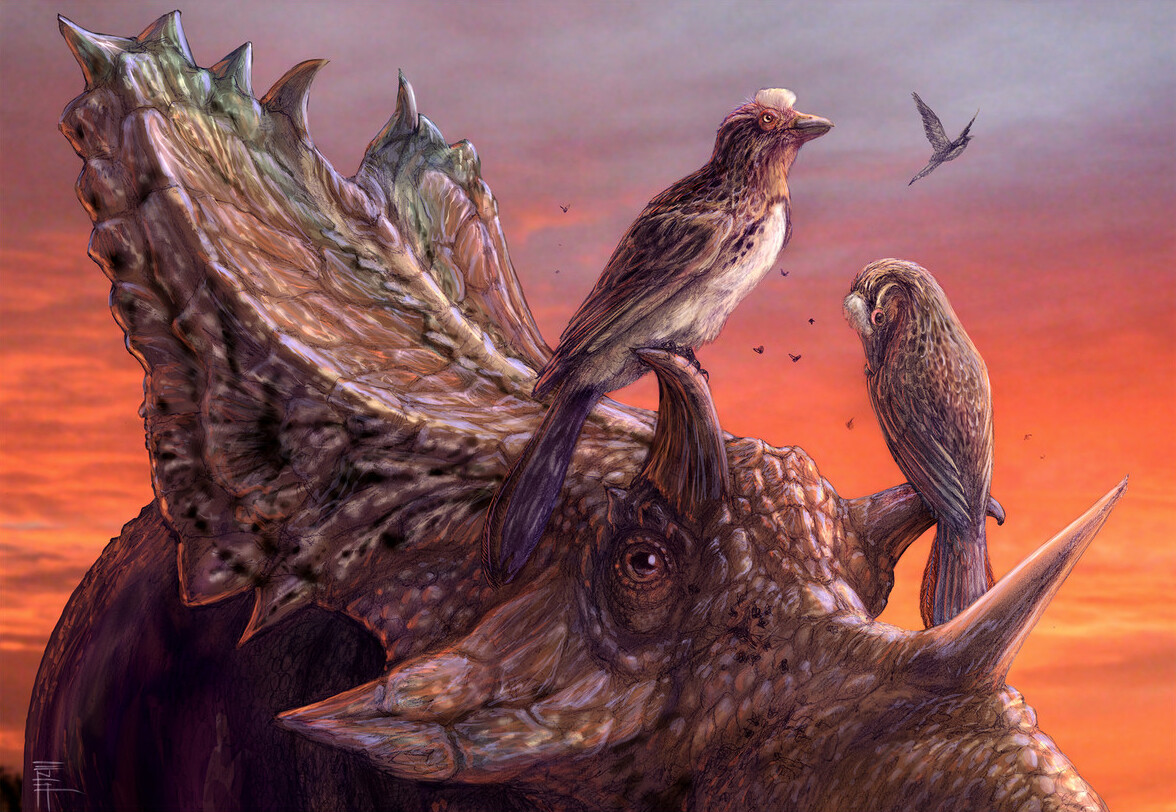
Художественная реконструкция

В 1992 году в штате Юта (США) палеонтолог Говард Хатчисон обнаружил окаменелые остатки энанциорнисовой птицы. Долгое время они не были описаны и фигурировали под неофициальным названием «представитель Avizauridae из формации Кайпаровиц». Голотип UCMP 139500 прекрасно сохранился в трёх измерениях. Он состоит из частичного посткраниального скелета без черепа, включающего 3 шейных, 2 грудных позвонка, пигостиль, вилочку, мечевидный отросток грудины, фрагмент левой лопатки и коракоид, плечевую, локтевую и лучевую кости с фрагментами кисти, несколько слитых фрагментов тазового пояса и некоторые элементы задних конечностей.
В 2018 году образец назвала и описала группа палеонтологов под руководством Джесси Аттерхольт. Родовое название составлено из лат. mirus, прекрасный — «за впечатляющую сохранность и уровень морфологических деталей», с добавлением имени Арке (Ἄρκη\Arkē), крылатой посланницы титанов из древнегреческой мифологии — «за доказательства, указывающие на усовершенствованный летательный аппарат этого вида». Видовое название eatoni дано в честь Джеффри Итона в знак признательности за десятилетия научной работы, проделанной в отношении формации Кайпаровиц и изучения её ископаемых образцов.

## Описание
Mirarce eatoni была крупной птицей размером с индейку. Скелетная морфология указывает на то, что на момент смерти особь была взрослой. Все сохранившиеся элементы костей показывают полное слияние, типичное для других энанциорнисовых, включая цевку, где дистальный конец предплюсны сливается с плюсной относительно поздно в развитии энанциорнисовых птиц. Авторы описания предположили, что птица могла вырастать до более крупных размеров, при этом слияние костей продолжало развиваться, поскольку такой затяжной рост наблюдается у других позднемеловых энанциорнисовых, и что прочие североамериканские представители семейства демонстрируют бо́льшую степень слияния плюсневых костей.

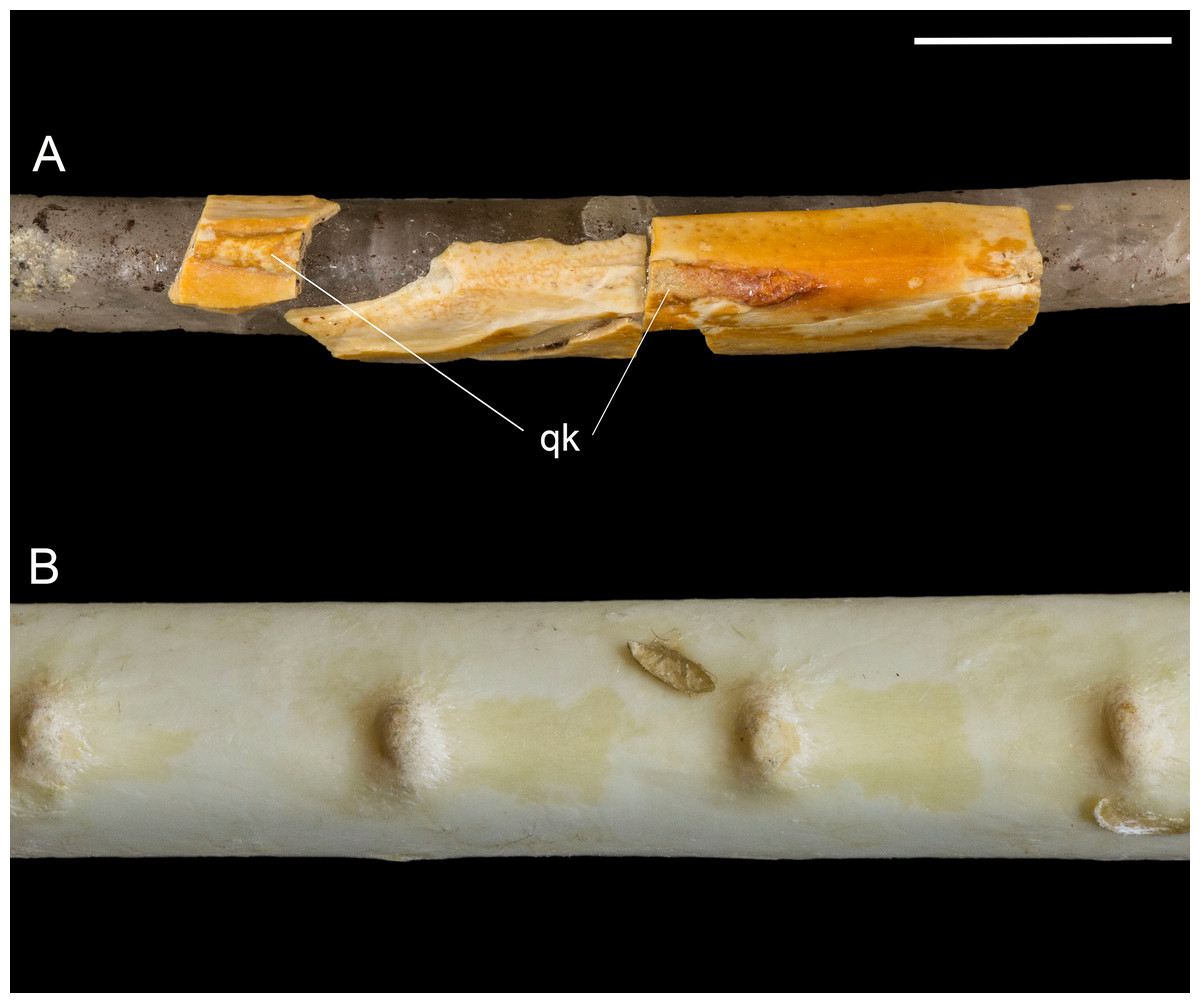
Перьевые бугорки Mirarce eatoni и Pelecanus occidentalis. A) Правая локтевая кость Mirarce. B) Фотография локтевой кости современной птицы — пеликана. Аббревиатура qk означает quill knobs (перьевые бугорки). Шкала: 1 см.

Особое внимание заслуживают кости передних конечностей. Плечевая кость птицы короткая и крепкая. Левая локтевая кость сохранилась в виде минерального слепка внутренней полости с несколькими маленькими фрагментами фоссилизированной костной поверхности. Два складчатых пятна, сохранившиеся на заднем крае тела кости, интерпретируют как перьевые бугорки. Эти удлинённые складки расположены вдоль длины кости. Несмотря на то, что осколки кости не позволяют измерить размер каждого бугорка, определить расстояние между ними или оценить количество вторичных перьев, само их присутствие на окаменелости является весьма значимым фактом. У энанциорнисовых птиц подобные структуры найдены впервые.
Перьевые бугорки Mirarce гораздо крупнее таковых у описанных нептичьих теропод (таких, как велоцираптор или Concavenator) и показывают большое сходство с перьевыми бугорками некоторых современных птиц, но у Mirarce они более плоские и широкие.
Образец UCMP 139500 представляет собой самый полный известный скелет североамериканских энанциорнисовых птиц. Его открытие позволяет прояснить эволюционные тенденции, присущие данной группе животных. Крупный размер Mirarce поддерживает ранее наблюдаемые тенденции к увеличению массы тела у представителей группы в позднем мелу. Наличие перьевых бугорков на костях предплечий говорит о том, что этот признак развивался параллельно с дромеозавридами и производными птицехвостыми. Хотя морфология пигостиля, коракоида и кисти остаётся довольно статичной на протяжении 65 миллионов лет эволюции энанциорнисовых, к концу мезозоя по крайней мере некоторые представители развили ряд особенностей, сближающих их с настоящими птицами: глубокую килевидную грудину, узкую вилочку и наличие перьевых бугорков на локтевой кости — все признаки, указывающие на развитый полётный аппарат.

## Систематика

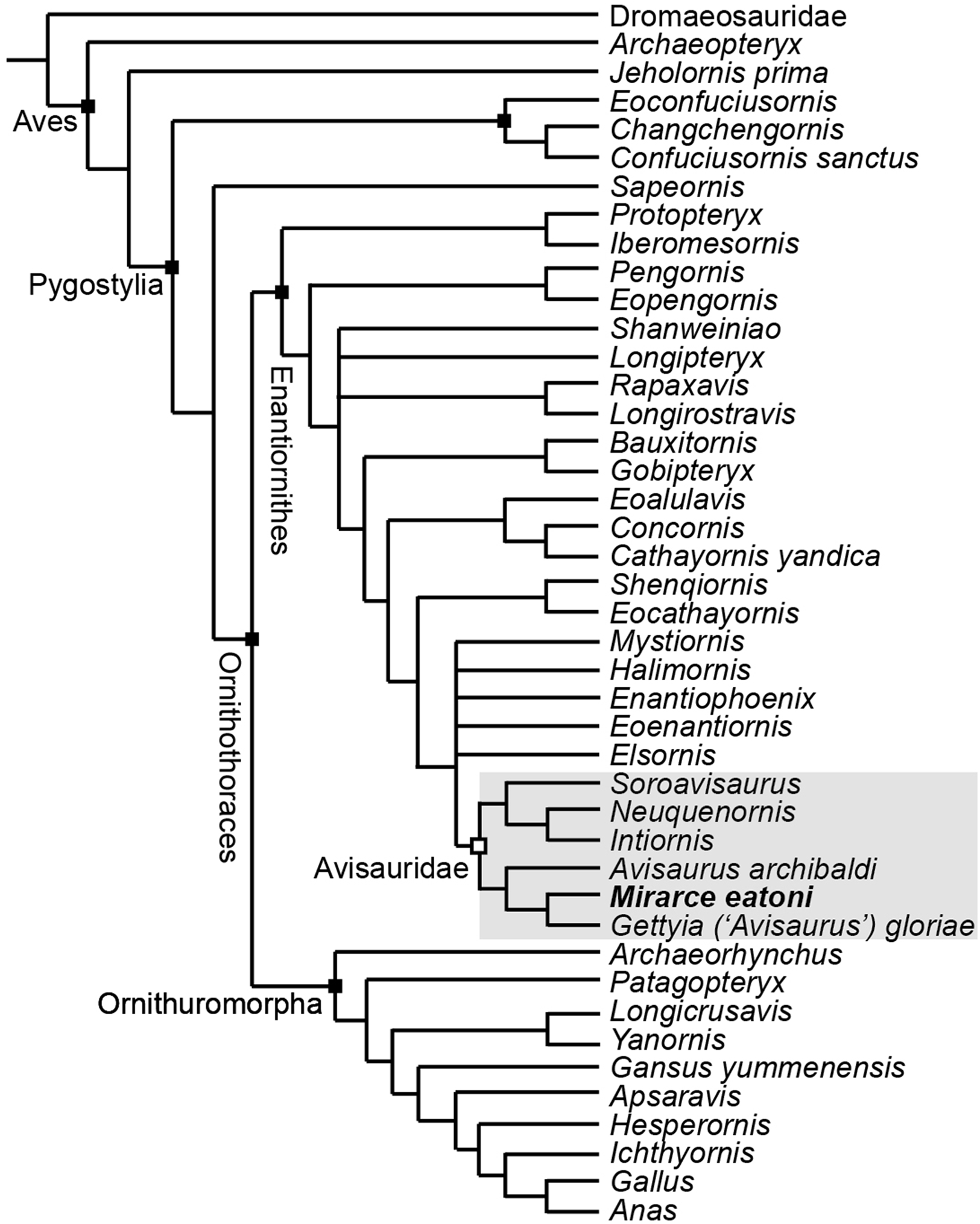
Кладограмма, показывающая гипотетическое положение Mirarce eatoni

Вид Mirarce eatoni является типовым и единственным в роде Mirarce. Авторы описания уверенно восстановили птицу как представителя семейства Avisauridae. Для этого была составлена матрица данных, включающая всех потенциальных представителей группы. Результаты поддерживают гипотезу о монофилетичности представителей этого семейства Нового Света, ограниченную верхним мелом. Примечательна, но ожидаема обнаруженна дихотомия северо- и южноамериканских представителей семейства.

## Палеоэкология
Геологическую формацию Кайпаровиц, где были найдены остатки Mirarce, датируют 76,8—74,3 млн лет. Эта область чрезвычайно богата окаменелостями, с тысячами найденных экземпляров растений и животных, депонированных в песчано-грязевых месторождениях. Основываясь на остатках растений, в том числе лоз, листьев и ветвей, палеонтолог Скотт Сэмсон утверждал, что на территории современной Юты в кампанскую эпоху были плотные джунгли, граничащие с Западным внутренним морем. Гипотеза о наличии здесь джунглей объясняет, почему почти все животные формации были новыми видами и почему их остатки так многочисленны.
Палеофауна формации была представлена хрящевыми и костными рыбами, лягушками, саламандрами, ящерицами и крокодилами. Наземные группы животных состояли из целурозавровых теропод, таких как дромеозавриды, троодонтиды и орнитомимы; анкилозавров, гадрозаврид и множества ранних млекопитающих, включая многобугорчатых, сумчатых и насекомоядных.
Палеоэкология Mirarce eatoni изучена недостаточно хорошо, в частности не определён рацион этой птицы. Известно, что воздушную среду она делила с другими энанциорнисовыми птицами, такими, как описанная в той же научной работе 2018 года более мелкая Gettyia gloriae.